# Diane Kurys
Diane Kurys, född 3 december 1948 i Lyon, Auvergne-Rhône-Alpes, är en fransk filmregissör och manusförfattare.

## Utmärkelser
Kurys vann Louis Delluc-priset 1977 för Pepparmint soda.

## Filmografi i urval
- 1973 – Strykpojken (roll)
- 1977 – Pepparmint soda (manus och regi)
- 1983 – Franska väninnor (manus och regi)
- 1987 – Passion (manus och regi)
- 1990 – C'est la vie (manus och regi)
- 1992 – Efter kärleken (manus och regi)
- 2008 – Bonjour Sagan (manus och regi)
- 2013 – Pour une femme (manus och regi)